# Cuenca del Medio Jarama
Die Comarca Cuenca del Medio Jarama (deutsch: „Becken des Mittleren Jarama“) ist eine der neun Comarcas in der autonomen Gemeinschaft Madrid. Namensgeber ist der Fluss Jarama.
Die im Nordosten gelegene Comarca umfasst 18 Gemeinden auf einer Fläche von 586,20 km².

## Gemeinden
| Gemeinde                        | Einwohner (2024) | Fläche km² | Dichte Einw./km² | Cod INE | Postleitzahl |
| ------------------------------- | ---------------- | ---------- | ---------------- | ------- | ------------ |
| Ajalvir                         | 4.863            | 19,62      | 248              | 28002   | 28864        |
| Algete                          | 21.167           | 37,88      | 559              | 28009   | 28110        |
| Camarma de Esteruelas           | 8.106            | 35,43      | 229              | 28032   | 28816        |
| Cobeña                          | 7.759            | 20,84      | 372              | 28041   | 28863        |
| Daganzo de Arriba               | 10.703           | 43,77      | 245              | 28053   | 28814        |
| Fresno de Torote                | 2.548            | 31,59      | 81               | 28057   | 28815        |
| Fuente el Saz de Jarama         | 7.379            | 33,23      | 222              | 28059   | 28140        |
| Meco                            | 15.732           | 35,11      | 448              | 28083   | 28880        |
| El Molar                        | 10.052           | 50,29      | 200              | 28086   | 28710        |
| Paracuellos de Jarama           | 27.238           | 43,92      | 620              | 28104   | 28860        |
| Pedrezuela                      | 6.467            | 28,35      | 228              | 28108   | 28723        |
| Ribatejada                      | 900              | 31,82      | 28               | 28122   | 28815        |
| San Agustín del Guadalix        | 13.762           | 38,28      | 360              | 28129   | 28750        |
| Talamanca de Jarama             | 4.533            | 39,36      | 115              | 28145   | 28160        |
| Valdeavero                      | 1.823            | 18,79      | 97               | 28156   | 28816        |
| Valdeolmos-Alalpardo            | 4.568            | 26,81      | 170              | 28162   | 28130        |
| Valdepiélagos                   | 619              | 17,59      | 35               | 28163   | 28170        |
| Valdetorres de Jarama           | 5.026            | 33,52      | 150              | 28164   | 28150        |
| Comarca Cuenca del Medio Jarama | 153.245          | 586,20     | 261              | –       | –            |

1. ↑  Instituto Nacional de Estadística Municipal Register of Spain